# Yone Minagawa
Yone Minagawa (in giapponese: 皆川ヨ子; Akaike, 4 gennaio 1893 – Akaike, 13 agosto 2007) è stata una supercentenaria giapponese.
Detenne il titolo di Decana dell'umanità dalla morte di Emma Tillman, avvenuta il 28 gennaio 2007, alla sua stessa morte, avvenuta all'età di 114 anni e 221 giorni.

## Biografia
Yone Minagawa succedette ad Emma Tillman come persona più anziana vivente al mondo all'età di 114 anni e 24 giorni; nei suoi ultimi anni, la donna visse a Keijuen, una casa di riposo situata nella sua città natale, Akaike, nella prefettura di Fukuoka. Dopo la morte di suo marito, aveva iniziato a vendere fiori e legumi in una piccola città mineraria. Ebbe 5 figli, dei quali 4 (ossia tutti tranne una figlia femmina) morirono prima di lei; ebbe anche 6 nipoti, 12 pronipoti e due pro-pronipoti.
A seguito del suo decesso, avvenuto il 13 agosto 2007 all'età di 114 anni e 221 giorni, la statunitense Edna Parker divenne la nuova Decana dell'umanità.